# Східно-Полтавське газоконденсатне родовище
Східно-Полтавське газоконденсатне родовище — газоконденсатне родовище, що належить до Глинсько-Солохівського газонафтоносного району Східного нафтогазоносного регіону України.

## Опис
Розташоване в Полтавській області на відстані 10 км від м. Полтава.
Знаходиться в центральній частині приосьової зони Дніпровсько-Донецької западини.
Підняття виявлене в 1959 р. У відкладах нижнього карбону структура є асиметричною брахіантикліналлю півд.-зах. простягання розмірами по ізогіпсі — 4420 м 8,0х6,0 м, амплітуда 130 м. Перший промисл. приплив газу отримано з відкладів середнього карбону з інт. 4810-4860 м у 1974 р.
Поклади пластові, склепінчасті, тектонічно екрановані та літологічно обмежені. Режим покладів газовий. Запаси початкові видобувні категорій А+В+С1: газу — 10660 млн. м³; конденсату — 560 тис. т.